# Mistrovství světa v judu 2007
XXIV. mistrovství světa se konalo v HSBC Arena v Rio de Janeiru ve dnech 13.-16. září 2007.

## Program
- ČTV - 13.09.2007 - těžká váha (+100 kg, +78 kg) a polotěžká váha (−100 kg, −78 kg)
- PAT - 14.09.2007 - střední váha (−90 kg, −70 kg) a polostřední váha (−81 kg, −63 kg)
- SOB - 15.09.2007 - lehká váha (−73 kg, −57 kg) a pololehká váha (−66 kg, −52 kg)
- NED - 16.09.2007 - superlehká váha (−60 kg, −48 kg) a bez rozdílu vah

## Výsledky

### Muži
| Kategorie | Zlato                  | Stříbro                  | Bronz                   | Bronz                         |
| --------- | ---------------------- | ------------------------ | ----------------------- | ----------------------------- |
| −60 kg    | Ruben Houkes (NED)     | Nestor Chergiani (GEO)   | Ludwig Paischer (AUT)   | Čchö Min-ho (KOR)             |
| −66 kg    | João Derly (BRA)       | Yordanis Arencibia (CUB) | Araš Mir'esmaejlí (IRI) | Miklós Ungvári (HUN)          |
| −73 kg    | Wang Ki-čchun (KOR)    | Elnur Mammadli (AZE)     | Júsuke Kanamaru (JPN)   | Rasul Bokijev (TJK)           |
| −81 kg    | Tiago Camilo (BRA)     | Anthony Rodriguez (FRA)  | Guillaume Elmont (NED)  | Euan Burton (GBR)             |
| −90 kg    | Irakli Cirekidze (GEO) | Ilias Iliadis (GRE)      | Roberto Meloni (ITA)    | Ivan Peršin (RUS)             |
| −100 kg   | Luciano Corrêa (BRA)   | Peter Cousins (GBR)      | Dániel Hadfi (HUN)      | Oreidis Despaigne (CUB)       |
| +100 kg   | Teddy Riner (FRA)      | Tamerlan Tmenov (RUS)    | Laša Gudžedžijani (GEO) | João Gabriel Schlittler (BRA) |

### Ženy
| Kategorie | Zlato                     | Stříbro                   | Bronz                           | Bronz                     |
| --------- | ------------------------- | ------------------------- | ------------------------------- | ------------------------- |
| −48 kg    | Rjóko Taniová (JPN)       | Yanet Bermoyová (CUB)     | Frédérique Jossinetová (FRA)    | Alina Dumitruová (ROU)    |
| −52 kg    | Š’ Ťün-ťie (CHN)          | Telma Monteirová (POR)    | An Kum-e (PRK)                  | Juka Nišidaová (JPN)      |
| −57 kg    | Kje Sun-hui (PRK)         | Isabel Fernándezová (ESP) | Aiko Satóová (JPN)              | Bernadett Baczkóová (HUN) |
| −63 kg    | Driulis Gonzálezová (CUB) | Lucie Décosseová (FRA)    | Elisabeth Willeboordseová (NED) | Ajumi Tanimotová (JPN)    |
| −70 kg    | Gévrise Émaneová (FRA)    | Ronda Rouseyová (USA)     | Ylenia Scapinová (ITA)          | Anett Mészárosová (HUN)   |
| −78 kg    | Yurisel Labordeová (CUB)  | Sae Nakazawaová (JPN)     | Stéphanie Possamaïová (FRA)     | Čong Kjong-mi (KOR)       |
| +78 kg    | Tchung Wen (CHN)          | Maki Cukadaová (JPN)      | Sandra Köppenová (GER)          | Carola Uilenhoedová (NED) |